# Casearia flavovirens
Casearia flavovirens Blume – gatunek rośliny z rodziny wierzbowatych (Salicaceae Mirb.). Występuje naturalnie w Wietnamie, Tajlandii, Malezji oraz Indonezji. 

## Morfologia
LiścieBlaszka liściowa ma jajowaty kształt. Mierzy 12–22 cm długości oraz 5–8 cm szerokości, jest nieco ząbkowana na brzegu lub całobrzega.
Gatunki podobneRoślina jest podobna do gatunku C. grewiifolia, lecz różni się od nieco liśćmi.

## Biologia i ekologia
Występuje na wysokości do 800 m n.p.m.

## Ochrona
W Czerwonej księdze gatunków zagrożonych został zaliczony do kategorii VU – gatunków narażonych na wyginięcie.